# Phycocyanin

Phycocyanobilin (chromophore Gruppe)

Phycocyanin (PC) gehört zu den Phycobilinen und wirkt als akzessorisches Pigment der Photosynthese bei  Cyanobakterien (Blaualgen), kommt aber auch bei Rotalgen und Glaucophyta vor. Farblich erscheint Phycocyanin purpurn bis kobaltblau.
Sein Absorptionsmaximum liegt in Blaualgen (Aphanizomenon flos aquae) bei einer Wellenlänge von 615 nm. In verschiedenen Rotalgen ist sein Absorptionsspektrum zweigipfelig, mit Maxima jeweils um 550 nm und – stärker ausgeprägt – bei 615 nm.
Die blaue chromophore Gruppe im Phycocyanin ist das Phycobilin. Es ist kovalent an das Proteinrückgrat des Phycobilin über ein L-Cystein verknüpft.

## Typen
- C-Phycocyanin (C-PC) findet sich beispielsweise im Cyanobakterium Synechococcus vulcanus[3]
- R-Phycocyanin II (R-PC II) wird ebenfalls in einigen Synechococcus-Arten gefunden.[4]
- Allophycocyanin

## Verwendung
Extrahiertes Phycocyanin ist ein blaues Pigment-Pulver, welches z. B. als Lebensmittelfarbstoff verwendet werden kann.